# Gare de Minami-Kusatsu
La gare de Minami-Kusatsu (南草津駅, Minami-Kusatsu-eki) est une gare ferroviaire située à Kusatsu, dans la préfecture de Shiga au Japon.

## Situation ferroviaire
La gare se trouve au point kilométrique (PK) 493,9 de la ligne principale Tōkaidō.

## Histoire
La gare a ouvert le 4 septembre 1994.

## Service des voyageurs

### Accueil
La gare dispose d'un bâtiment voyageurs, avec guichets, ouvert tous les jours.

### Desserte
- Ligne Biwako :
  - voies 1 et 2 : direction Kyoto et Osaka
  - voies 3 et 4 : direction Kusatsu et Maibara